# Wernau (Neckar)
Wernau (Neckar) é uma cidade da Alemanha, no distrito de Esslingen, na região administrativa de Estugarda, estado de Baden-Württemberg.